# Henri Fontaine
Henri Fontaine (* 17. März 1925 in Barbentane; † 15. Oktober 2018 in Avignon) war ein französischer Fußballspieler und -trainer.

## Karriere
Fontaine spielte von 1935 an für einen lokalen Verein aus seinem Heimatort Barbentane. 1943 wechselte der 175 Zentimeter große Stürmer zur ÉF Marseille-Provence in dieser Phase des Krieges anstelle von Vereinsmannschaften an der Austragung der nationalen Meisterschaft teilnahm. Am 28. November 1943 gelang ihm für diese sein Debüt in der damals inoffiziellen ersten Liga und zugleich sein erster Treffer; noch im weiteren Verlauf der Saison 1943/44 wechselte er jedoch zum Ligakonkurrenten ÉF Montpellier-Languedoc. Als 1944 die Klubs wieder zugelassen wurden, gehörte er dem Kader des zugehörigen Vereins SO Montpellier an und trat für diesen in der weiterhin inoffiziellen ersten Liga an.
1945 unterschrieb Fontaine bei Olympique Marseille und erlebte zugleich die Wiederaufnahme des regulären Spielbetriebs, womit er fortan in der offiziellen höchsten Spielklasse auflaufen konnte. Zu einer Zeit, in der Ein- und Auswechslungen noch nicht möglich waren, war er jedoch lediglich als Ergänzungsspieler vorgesehen und musste daher bis zum 24. Februar 1946 auf sein offizielles Erstligadebüt warten; bei der 2:3-Niederlage gegen den FC Rouen war er gleich mit einem Treffer erfolgreich. Im Herbst 1946 avancierte er zum Stammspieler, büßte diese Position 1947 allerdings wieder ein. Im Verlauf der Saison 1947/48 kam er nicht über einen Einsatz hinaus, gehörte somit aber dennoch dem Team an, das in diesem Jahr den französischen Meistertitel holte. Anschließend wurde er wieder gelegentlich aufgeboten, schaffte allerdings nicht die dauerhafte Rückkehr in die erste Elf. 1949 kehrte er Marseille, für das er mit maximal fünf Saisontoren keine großen Erfolge als Torschütze erreichte, nach vier Jahren den Rücken.
Zeitgleich unterschrieb er beim Ligarivalen FC Sète, wo er direkt zum Stammspieler avancierte. Dazu erlangte er als Torjäger Bedeutung, als er am Ende der Spielzeit 1949/50 mit 18 Treffern Rang fünf in der Torschützenliste einnahm. Die Mannschaft bewegte sich zumeist in den unteren Regionen der Tabelle und Fontaine zeigte sich nicht als Torgarant, sondern ließ je nach Saison den 18 Toren aus dem ersten Jahr zwischen 6 und 14 folgen. Seine sieben Erfolge reichten am Ende der Spielzeit 1953/54 nicht mehr, um Sète in der Erstklassigkeit zu halten.
Zwar entschied sich der Angreifer nach dem Abstieg 1954 für den Gang in die zweite Liga, doch statt einem Verbleib in Sète wechselte er zum Zweitligisten Red Star Paris. Trotz des sportlich eigentlich geschafften Aufstiegs gelang im Jahr 1955 aufgrund von Manipulationsvorwürfen nicht die Rückkehr in die oberste Liga. 1956 kehrte Fontaine Paris nach zwei Jahren als Stammspieler den Rücken und unterschrieb bei seinem ebenfalls zweitklassigen Ex-Verein SO Montpellier. Seine zwölf Tore verhalfen der Mannschaft im Verlauf der Spielzeit 1956/57 zu einem Platz im gesicherten Mittelfeld. Danach verließ der Stürmer erneut nach kurzer Zeit einen Klub, um mit dem FC Limoges seine dritte Station in der zweiten Liga zu finden. Er trug sieben Treffer bei und erreichte mit der Mannschaft 1958 Aufstieg. Er entschied sich jedoch gegen eine Rückkehr in die erste Liga und beendete mit 33 Jahren nach 183 Erstligapartien mit 71 Toren sowie 110 Zweitligapartien mit 38 Toren seine Profilaufbahn. Er ging zu einem unterklassigen Verein aus Pont-Saint-Esprit, für den er bis 1963 als Spielertrainer aktiv war.